# Rapid City, Manitoba
Rapid City är en ort i Kanada.   Den ligger i provinsen Manitoba, i den sydöstra delen av landet, 1 900 km väster om huvudstaden Ottawa. Rapid City ligger 483 meter över havet och antalet invånare är 416.
Terrängen runt Rapid City är huvudsakligen platt. Rapid City ligger nere i en dal. Trakten runt Rapid City är nära nog obefolkad, med mindre än två invånare per kvadratkilometer.. Närmaste större samhälle är Minnedosa, 19,5 km nordost om Rapid City. 
Trakten runt Rapid City består till största delen av jordbruksmark.